# Kwadrantwoning

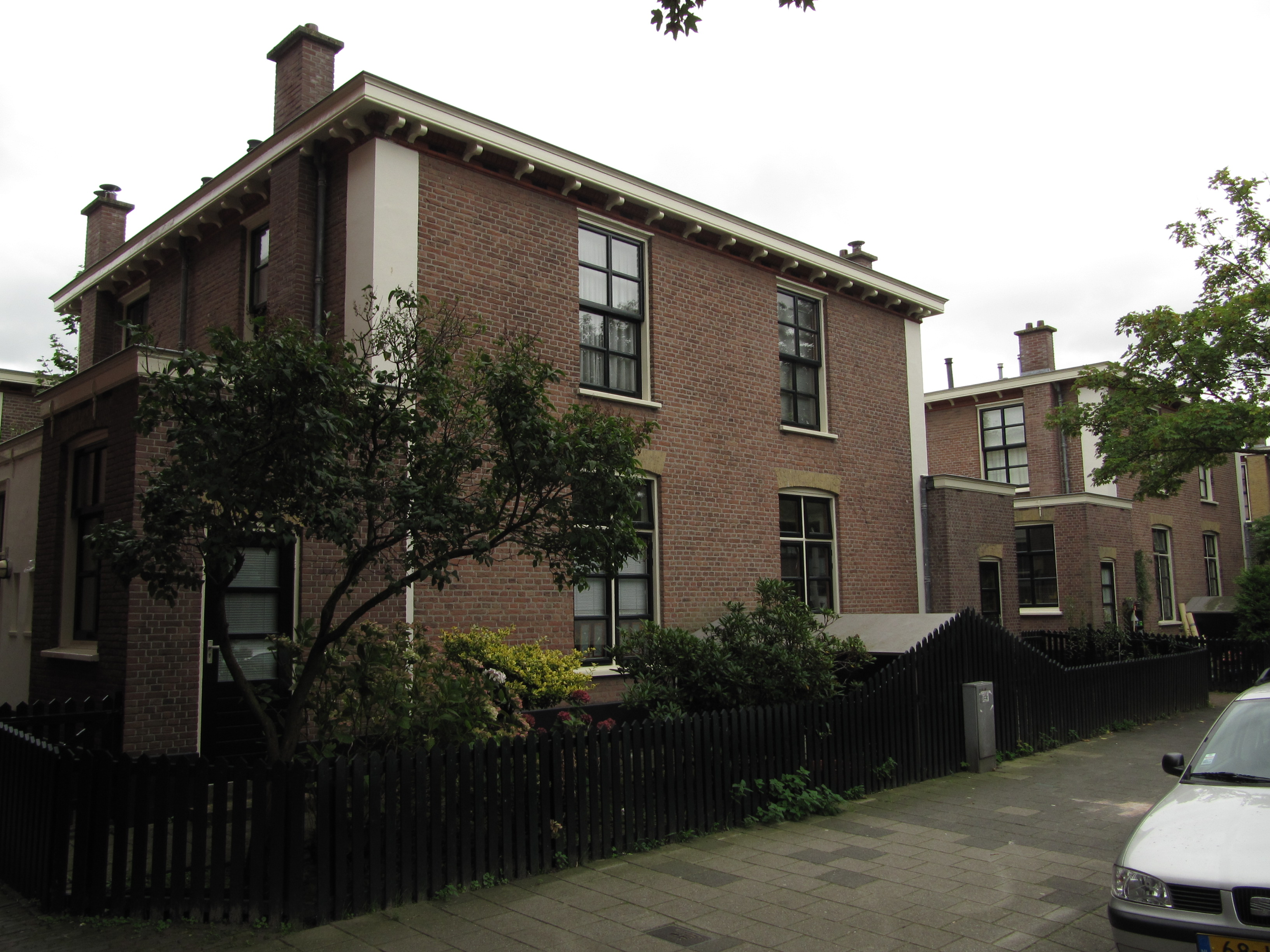
Kwadrantwoningen gebouwd als arbeiderwoningen uit het begin van de 20e eeuw. Rijksmonumenten aan de Van Hogendorpstraat, Den Haag.

Een kwadrantwoning is een woningtype waarbij de woning onderdeel uitmaakt van een blok van vier woningen. Karakteristiek aan een kwadrantwoning is dat deze altijd grenst aan twee andere woningen uit dit blok van vier. Men noemt dit ook wel een vier-onder-een-kapwoning of rug-aan-rugwoningen.